# Haide zu Königheim

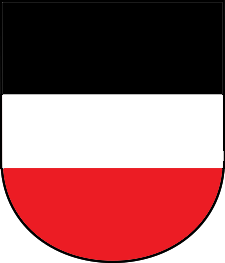
Wappen derer von der Haide zu Königheim

Die von der Haide, auch von der Hayd(t) oder von der Heydt, waren ein in Königheim ansässiges Geschlecht von Rittern und Edelknechten. Sie gehörten zum Ritterkanton Odenwald des Fränkischen Ritterkreises.
Eine Stammesverwandtschaft mit den namens- und wappenverwandten vogtländischen von der Heyde ist nicht erwiesen.

## Geschichte
Der erste historisch fassbare Namensträger war Hans Bruno (Braun) von der Haydt. Am 17. Oktober 1556 heiratete er Apollonia, die Tochter des ebenfalls in Königheim ansässigen Anton (Anthony) von Hettersdorf. Die Schenken von Limpurg belehnten ihn 1574 nach dem Tod seiner Schwäger Friedrich und Joachim von Hettersdorf mit deren 1562 eingezogenem Lehen. Außerdem besaß er 1573 ein „Schlösslein“ zu Werbachhausen.
1578 erscheinen ein Georg Haid und ein Hans Haid zu Michelbach an der Bilz.
Hans Christoph von der Haydt zu Königheim stellte nach Ableben seines Vaters Hans Braun von der Haydt dem Schenken Eberhard zu Limpurg, württembergischer Rat und Landhofmeister, 1613 ein Lehnrevers aus. Hanns Christoph von der Haidt zu Wissenstatt und Königheim war mit Dorothea von Wangen und Geroldseck verheiratet.
1637 stellte Johann Ernst Rüdt von Collenberg zu Bödigheim als Gewalthaber für Johann Christoph von der Haydt zu Königheim, sein Vetter und letzter männlicher Spross des Geschlechts, dem Schenken Franz zu Limpurg einen Revers über drei Mannlehen aus. 1657 erhielt Johann Christoph von der Haydt einen Lehenbrief von Wilhelm Ludwig, Schenk zu Limpurg. Nach seinem Tod (wahrscheinlich 1675) wurde seiner Schwester Anna Maria von der Haydt (1604–1679) zu Burg Bönnigheim, ab 1638 Ehefrau von Wolf Albrecht Rüdt von Collenberg († 1644), die Nutznießung der limpurgischen und gräflich wertheimischen Lehen gestattet.
1751 erscheinen die „Haide zu Königsheim“ im Haupt-Verzeichniß Aller Bey dem Hochlöblich Fränkischen Ritter Canton Ottenwald als erloschen.

## Wappen
Das Wappen derer von der Haydt war oben schwarz und unten rot, getrennt durch einen silbernen Querbalken.